# Haydn-Geburtshaus

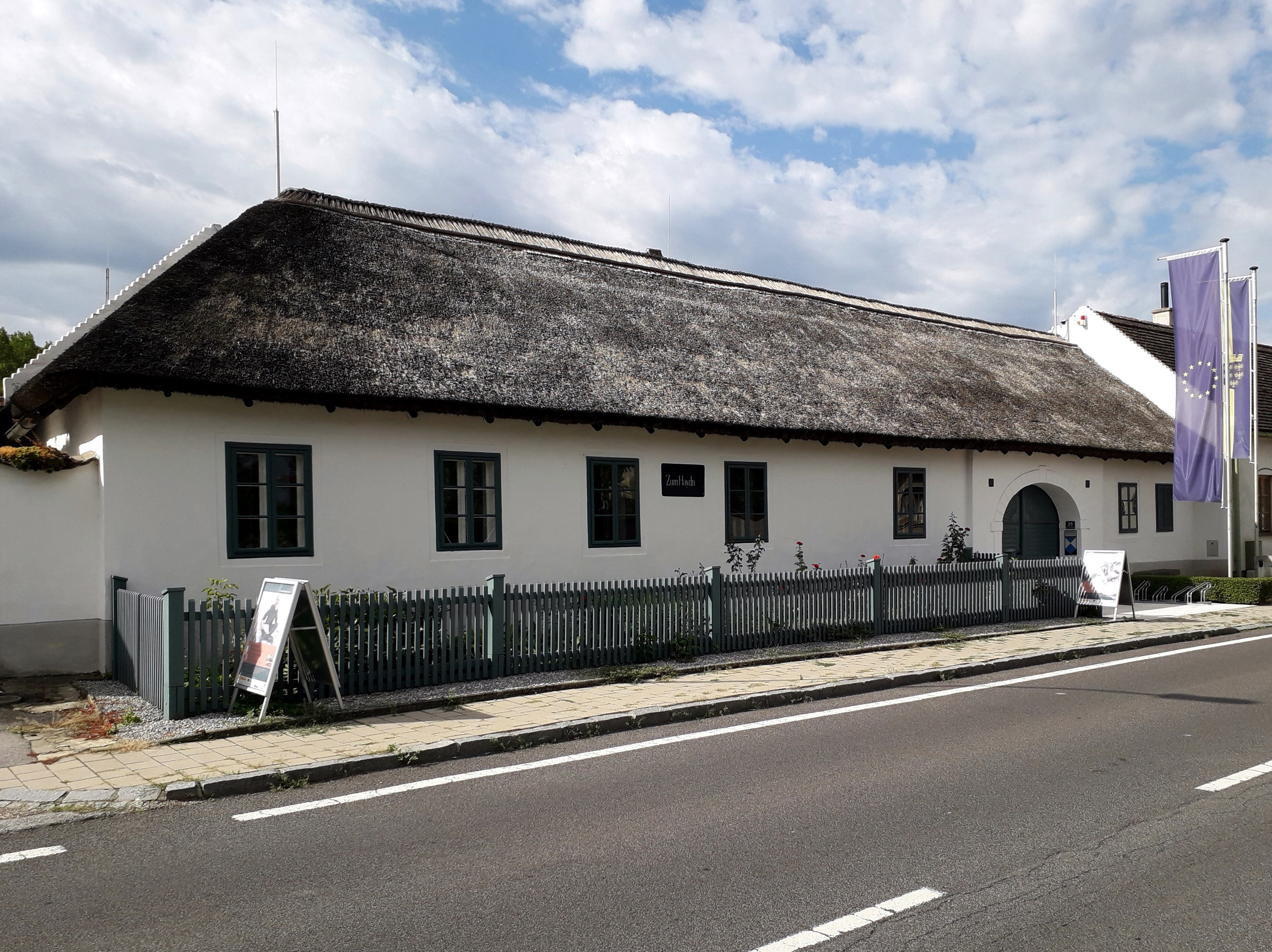
Straßenfront des Geburtshauses in Rohrau

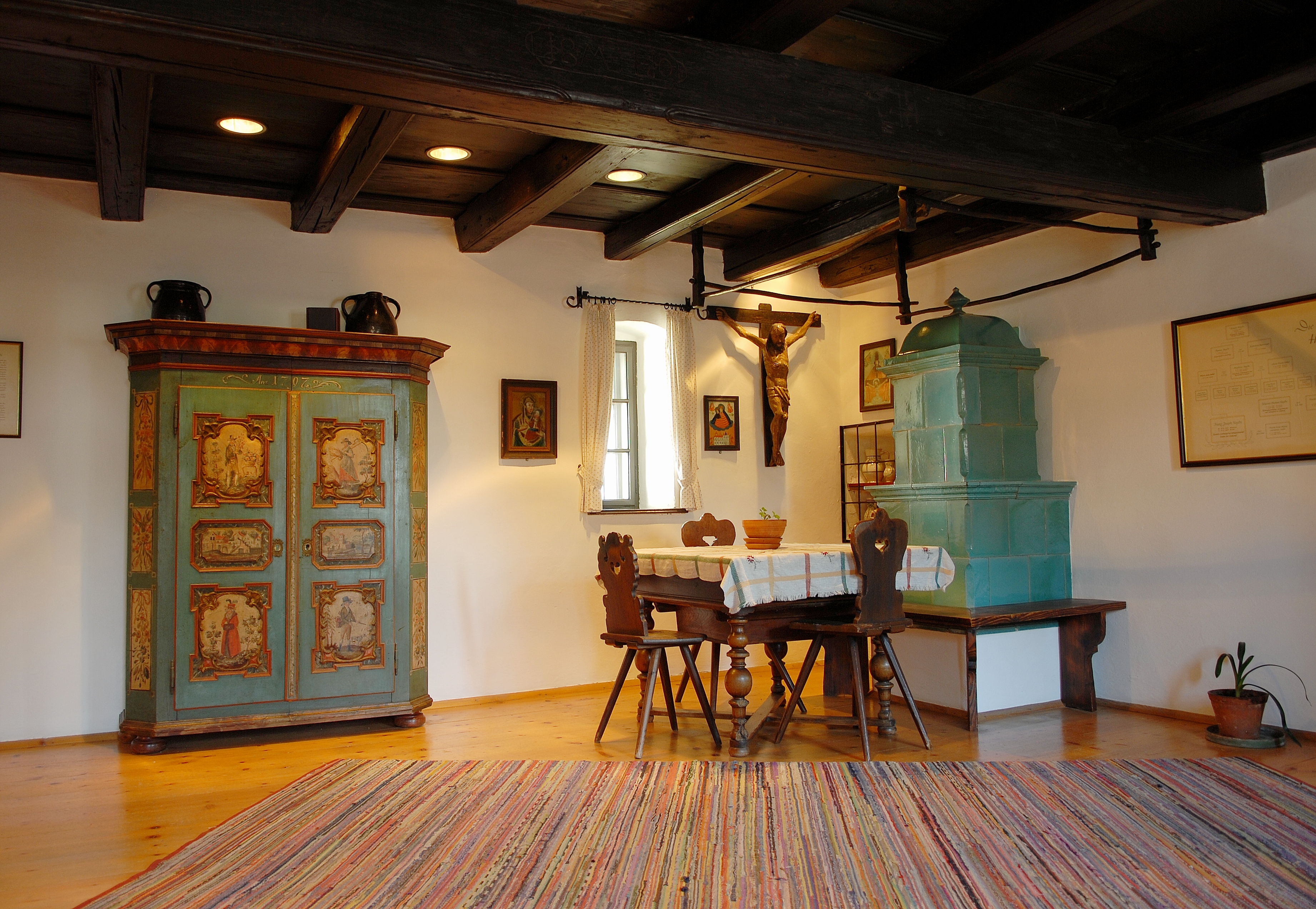
Große Wohnstube im Haydn-Geburtshaus

Das strohgedeckte Haydn-Geburtshaus steht an der Oberen Hauptstraße 25 in der Marktgemeinde Rohrau im Bezirk Bruck an der Leitha in Niederösterreich. Das Museum steht unter Denkmalschutz (Listeneintrag).

## Geschichte
Der weltberühmte Komponist Joseph Haydn wurde am 31. März 1732 in dem strohgedeckten Bauernhaus in Rohrau geboren. Dessen Vater, Matthias Haydn, Wagnermeister und nachmaliger Marktrichter von Rohrau, hatte das Haus um 1728 erbaut. Joseph Haydn lebte im Elternhaus nur bis zu seinem 7. Lebensjahr.
Obwohl seine Eltern keine Noten lesen konnten, hatten sie das musikalische Talent des Knaben früh erkannt. Im Lebensalter von sechs Jahren schickten sie ihn nach Hainburg an der Donau, wo er von einem Verwandten – dem Schulrektor Johann Matthias Frankh – Musikunterricht erhielt. Im Jahr 1740 hörte der auf der Durchreise durch Hainburg befindliche Wiener Domkapellmeister Georg von Reutter den begabten Knaben singen und nahm ihn sogleich nach Wien mit, wo er als Chorknabe von St. Stephan eine solide musikalische Ausbildung genießen durfte, wodurch seine weitere Karriere begründet wurde.
Obwohl Joseph Haydn sein Geburtshaus bereits 6-jährig verließ, hatte er lebenslang eine Bindung zu dem Haus und soll 1795, als er von seiner triumphalen Englandreise heimkehrte und in seinen Heimatort kam, niedergekniet sein und die Türschwelle geküsst haben.

## Museale Nutzung
Das Haydn-Geburtshaus wurde im Jahr 1958 vom Land Niederösterreich erworben, in seinen ursprünglichen Zustand zurückversetzt und 1959 anlässlich des 150. Todestages Joseph Haydns als Museum eröffnet. Aus Anlass des 250. Geburtstages wurde es 1982 umfassend renoviert und die Schausammlung neu aufgestellt, wobei besonders der wohnliche Charakter des Hauses betont wurde.
Das Haus ist als Gedächtnisort sowohl dem Komponisten Joseph Haydn als auch dessen jüngerem Bruder, Michael Haydn, gewidmet, der ebenso darin das Licht der Welt erblickte, jedoch steht Joseph Haydn bei der musealen Präsentation klar im Vordergrund. Unter anderem sind Erinnerungsstücke aus dem Leben von Joseph Haydn, etwa seine Schnupftabakdose oder diverse Kompositionsblätter, ausgestellt. Die Biographien der Brüder Haydn werden im heutigen Dokumentations- und Konzertsaal präsentiert.
Zur Zeit Joseph Haydns umfasste das Haus nur das Geburtszimmer, die Küche, die Wohnstube und das Barockzimmer. Der heutige Dokumentationssaal war anno dazumal die Wagnerwerkstatt des Vaters. Die große Wohnstube ist jener Teil des Hauses, der von späteren Veränderungen weitgehend verschont geblieben ist. Die Deckenbalken dieser Stube sind noch original erhalten, hingegen sind die Holzdecken der anderen Räume einem Brand des Jahres 1899 zum Opfer gefallen. Die Einrichtungsgegenstände der Stube und des Geburtszimmers stammen zum einen Teil aus einem alten Bauernhaus in dem unweit gelegenen Dorf Schönabrunn und zum anderen Teil aus den Sammlungen des Niederösterreichischen Landesmuseums. Durch die Hinzufügung dieses Mobiliars sollen die Besucher verstärkt auf die Zeit Joseph Haydns eingestimmt werden. Im Barockzimmer befindet sich der im Jahr 2003 restaurierte Originalflügel, auf dem Joseph Haydn selbst gespielt haben soll. Im Innenhof, der mit seinem Laubengang ein stimmungsvolles Gepräge bietet, finden alljährlich Konzerte statt.